# Луи де Монморанси-Бутвиль
Луи де Монморанси (фр. Louis de Montmorency; ок. 1560 — 20 марта 1615, Париж) — сеньор де Бутвиль и де Преси, суверенный граф де Люсс, участник религиозных войн во Франции.
Третий сын Франсуа I де Монморанси-Алло и Жанны де Мондрагон.
В юности сражался против гугенотов в Лангедоке под командованием своего кузена Гийома де Монморанси-Торе. За проявленную храбрость Гийом подарил ему сеньорию Гайярбуа в Нормандии.
Затем принимал участие в гражданских войнах времен Лиги. После штатов в Блуа завязал тайные сношения с жителями Санлиса, державшими сторону врагов короля, и при помощи Монморанси-Торе сумел убедить их переменить лагерь. Укрепившись в городе, выдержал осаду, предпринятую герцогом Омальским и маршалом Баланьи, подступившими к стенам с 10 тыс. пехоты и 2 тыс. кавалерии.
В награду король пожаловал ему должности бальи и губернатора Санлиса, а также командование пехотным полком из двадцати рот, и роту из 50 шеволежеров.
Отразил попытку штурма Санлиса войском сеньора де Рона, затем участвовал в осадах Парижа, Руана, Ла-Фера, Лана, Амьена и других городов, предпринятых Генрихом IV. Король наградил его титулом вице-адмирала Франции, освободившимся после смерти господина де Вика.
Женившись на дочери графа Шарля де Люсса, унаследовал владения одного из самых могущественных и знаменитых родов Нижней Наварры и титул суверенного графа де Люсс (comte souverain de Luxe, или de Lusse)
В 1614 был избран депутатом Генеральных штатов от дворянства бальяжа Санлис; умер в Париже вскоре после окончания ассамблеи.

## Семья
Жена (4.10.1593): Шарлотта Катрин де Люсс, дочь графа Шарля де Люсса и Клод де Сен-Желе де Лансак, дамы де Преси
Дети:
- Анри де Монморанси-Бутвиль (1597—1616), граф де Люсс, вице-адмирал Франции, бальи и губернатор Санлиса, губернатор Фалеза. Был холост
- Франсуа де Монморанси-Бутвиль (1600—1627), граф де Люсс, сеньор де Бутвиль. Жена (19.03.1617): Элизабет Анжелик де Вьен (1607—1696), дочь Жана де Вьена и Элизабет Долю
- Луи де Монморанси-Бутвиль (ум. 1624), аббат в Сен-Ло в Котантене. Отказался от сана ради военной службы, в 1624 отправился в Голландию, где умер от болезни
- Клод де Монморанси-Бутвиль (1595—3.04.1652). Муж (29.03.1618): герцог Антуан II де Грамон (1572—1644)
- Луиза де Монморанси-Бутвиль (ум. 02.1621). Муж (17.02.1620): граф Жюст-Анри де Турнон-Руссильон (ум. 1643), сенешаль Оверни